# Ле-Шато-д’Олерон
Ле-Шато́-д’Олеро́н (фр. Le Château-d’Oléron) — коммуна во Франции, находится в регионе Пуату — Шаранта. Департамент коммуны — Шаранта Приморская. Входит в состав кантона Ле-Шато-д’Олерон. Округ коммуны — Рошфор.
Код INSEE коммуны — 17093.

## Население
Население коммуны на 2010 год составляло 3920 человек.
| 1962 | 1968 | 1975 | 1982 | 1990 | 1999 | 2010 |
| ---- | ---- | ---- | ---- | ---- | ---- | ---- |
| 3171 | 3254 | 3324 | 3411 | 3544 | 3552 | 3920 |